# Villaferrueña
Villaferrueña község Spanyolországban,  Zamora tartományban. Villaferrueña Coomonte, Santa María de la Vega, Brime de Urz, Granucillo, Santibáñez de Vidriales, Villageriz, Arrabalde és Alija del Infantado községekkel határos. Lakosainak száma 106 fő (2024).

## Népesség
A település népessége az utóbbi években az alábbiak szerint változott:
| Lakosok száma | 159  | 153  | 141  | 132  | 118  | 114  | 112  | 110  | 107  | 106  |
|               | 2001 | 2004 | 2007 | 2009 | 2012 | 2014 | 2017 | 2019 | 2022 | 2024 |